# دوپلنگو
دوپلنگو یا دُمَی‌گز شمالی، روستایی است از توابع بخش بردخون در شهرستان دیر استان بوشهر ایران.

## جمعیت
این روستا در دهستان بردخون قرار دارد و بر اساس آمار رسمی سرشماری سال ۱۳۹۰ جمعیت آن ۵۱ نفر (۱۵ خانوار) می‌باشد که در سال ۱۳۸۵ جمعیت آن، ۵۵نفر (۱۳خانوار) بوده‌است.